# Ficus grandiflora
Ficus grandiflora es una especie de planta angiosperma del género Ficus, perteneciente a la familia Moraceae, nativa del territorio de Borneo.
Es una planta trepadora que se adhiere sola usando raíces aéreas. Ficus grandiflora es monoica, es decir, tiene plantas masculinas y femeninas separadas.

## Taxonomía
Ficus grandiflora fue descrita por Edred John Henry Corner en 1939. Se ubica en la sección taxonómica "Kissocycea".